# 멜리나 메르쿠리
멜리나 메르쿠리(그리스어: Μελίνα Μερκούρη, 영어: Melina Mercouri, 1920년 10월 31일 ~ 1994년 3월 6일)는 그리스의 배우이자, 가수, 정치인, 사회운동가이며, 본명은 마리아 아말리아 메르쿠리(그리스어: Μαρία Αμαλία Μερκούρη)이다.

## 생애
그리스 아테네에서 명문 정치가 가문인 메르쿠리 가의 딸로 태어난 멜리나 메르쿠리는 1945년에 그리스 국립극장에 입단하였고, 유진 오닐의 희곡 《엘렉트라의 비탄》에서 엘렉트라 역을 맡으면서 연극 배우로 데뷔한다.
1955년에 영화 《스텔라》를 통해 영화 배우로 전향한 후, 그리스의 소설가인 니코스 카잔차키스가 집필한 장편 소설인 《그리스인 조르바》를 각색한 동명의 영화에도 출연하며 세계적인 명성을 얻었다. 1956년 칸 영화제에 참석해있던 중에 미국의 영화 감독인 줄스 다신을 만났다. 1962년에 첫 남편인 파노스 하로코포스와 이혼하고 1964년에 줄스 다신과 재혼하였다. 1960년 칸 영화제에서 여우주연상을 수상하였다.
1967년에 요르요스 파파도풀로스의 군사 독재 정권이 그리스에 들어서자, 이에 반대하는 운동에 참여했다가 그리스 시민권이 박탈되고, 미국으로 추방되었다. 때문에 1973년에 파파도풀로스가 몰락하고, 1974년에 그리스가 민주화될 때까지 미국에서 망명 생활을 하였다. 그동안 멜리나 메르쿠리는 프랑스에서 배우와 가수로 활동하였고, 24곡에 달하는 샹송을 발표하는 한편, 파파도풀로스의 독재 정권의 실상을 알리는 활동도 하였다.
그리스에서 군사 정권이 무너지자, 그리스로 돌아온 멜리나 메르쿠리는 그리스의 진보주의 정당인 범그리스 사회주의 운동에 가입하였고, 당시 그리스의 총리였던 안드레아스 파판드레우의 제안으로 1981년에서 1989년까지 문화부 장관을 지냈다. 1993년에 그리스의 총리로 재취임한 안드레아스 파판드레우로부터 또다시 문화부 장관으로 임명되어 재직하던 중에, 1994년에 미국 뉴욕에서 지병인 폐암으로 사망하였고, 그녀의 시신은 그리스 제1 묘지에 묻혔다.

## 작품 목록
- 스텔라 (1955)
- 일요일은 참으세요 (1960)
- 페드라 (1962)
- 토프카피 (1964)
- 새벽의 약속 (1970)